# Jens Nilsson
Jens Bertil Georg Nilsson (ur. 25 września 1948 w Västervik, zm. 13 marca 2018 w Östersund) – szwedzki polityk i samorządowiec, poseł do Parlamentu Europejskiego VII i VIII kadencji.

## Życiorys
Kształcił się w zakresie zarządzania. Od 1988 był związany z samorządem terytorialnym, został wówczas radnym miasta Östersund. W latach 1994–1997 pełnił funkcję wiceburmistrza tej miejscowości, a w 1997 objął urząd burmistrza. Należał do Szwedzkiej Socjaldemokratycznej Partii Robotniczej, objął funkcję jej przewodniczącego w regionie Jämtland. Działał w różnych organizacjach samorządowych, był wśród założycieli sieci REVES, zajmującej się partnerstwem między regionami i miastami. Stał na czele stowarzyszenia „Europaforum”, koordynującego współpracę europejską północnych regionów Szwecji. Od 1999 pełnił funkcję zastępcy członka Komitetu Regionów. W wyborach w 2009 kandydował do Parlamentu Europejskiego z szóstego miejsca na liście socjaldemokratów. Po wejściu w życie traktatu lizbońskiego uzyskał uprawnienie do objęcia dodatkowego mandatu deputowanego, który przypadł jego ugrupowaniu. Ostatecznie europosłem został 1 grudnia 2011. W 2014 z powodzeniem ubiegał się o reelekcję na kolejną kadencję, w trakcie której zmarł.